# 姆約爾菲謝海崖
73°32′S 3°45′W / 73.533°S 3.750°W
姆約爾菲謝海崖，是南極洲的海崖，位於毛德皇后地的瑪塔公主海岸，處於基爾萬海崖，由挪威製圖師根據探險隊拍攝的測量和空中照片繪入地圖，現時由南極條約體系管理。